# Erklär mir die Welt
Erklär mir die Welt ist ein österreichischer Wissens-Podcast des Journalisten Andreas Sator, der seit 2018 wöchentlich erscheint.

## Konzept
Erklär mir die Welt verfolgt das Ziel, komplexe Themen aus verschiedensten Bereichen einfach und verständlich zu erklären. Dazu lädt Andreas Sator in jeder Folge einen Interviewpartner oder eine Interviewpartnerin ein, um über Themen wie Klimawandel, Wirtschaft, Politik, Wissenschaft und Soziales zu sprechen.

## Gäste
Der Podcast zeichnet sich durch eine große Vielfalt an Gästen aus. Darunter Wissenschaftler, Journalisten, Aktivisten und Unternehmer. Zu den bekanntesten Gästen zählen:
- Politikwissenschaftler Anton Pelinka
- Raumfahrer Franz Viehböck
- Wirtschaftswissenschaftler Christoph Badelt
- Investmentbanker und Autor Gerd Kommer
- Virologe Florian Krammer

## Rezeption und Auszeichnungen
Nach den Zahlen der Österreichischen Auflagenkontrolle zählt „Erklär mir die Welt“ mit knapp 90.000 monatlichen Downloads zu den fünf meistgehörten Podcasts Österreichs.
Der Podcast ist Gewinner des Ö3-Podcast-Award 2021 und FM4 Podcast des Jahres 2020.